# Андрю Линкълн
Андрю Джеймс Клътърбък (на английски: Andrew James Clutterbuck), по-известен като Андрю Линкълн (на английски: Andrew Lincoln) (роден на 14 септември 1973 г.), е английски актьор, носител на награда „Сатурн“ и номиниран за награда на БАФТА. Най-известен е от филма „Наистина любов“ и с ролята на Рик Граймс в сериала „Живите мъртви“.

## Произход и образование
Роден е на 14 септември 1973 г. в Лондон, Англия. Майка му е от южноафрикански произход и работи като медицинска сестра, а баща му е британец и по професия е строителен инженер. Андрю има по-възрастен брат на име Ричард Клътърбък. Андрю Клътърбък израства в град Хъл, но на десетгодишна възраст се премества да живее в град Бат. След като е приет в Кралската академия за драматично изкуство променя фамилното си име на „Линкълн“.

## Кариера
Дебюта на Андрю Линкълн като актьор е през 1994 г. в епизод от сериала „Изхвърлете мъртвото магаре“. Първата му главна роля е през 1996 г. в успешния драматичен сериал на BBC – „Такъв е животът“.

## Семейство
На 10 юни 2006 г. Андрю Линкълн сключва брак с Гейл Андерсън, дъщеря на музиканта Иън Андерсън. Андрю и Гейл имат две деца.